# آکاسیای البیکورتیکاتا
آکاسیا البیکورتیکاتا (نام علمی: Acacia albicorticata) نام یک گونه از سرده آکاسیا است.